# 平卡拉

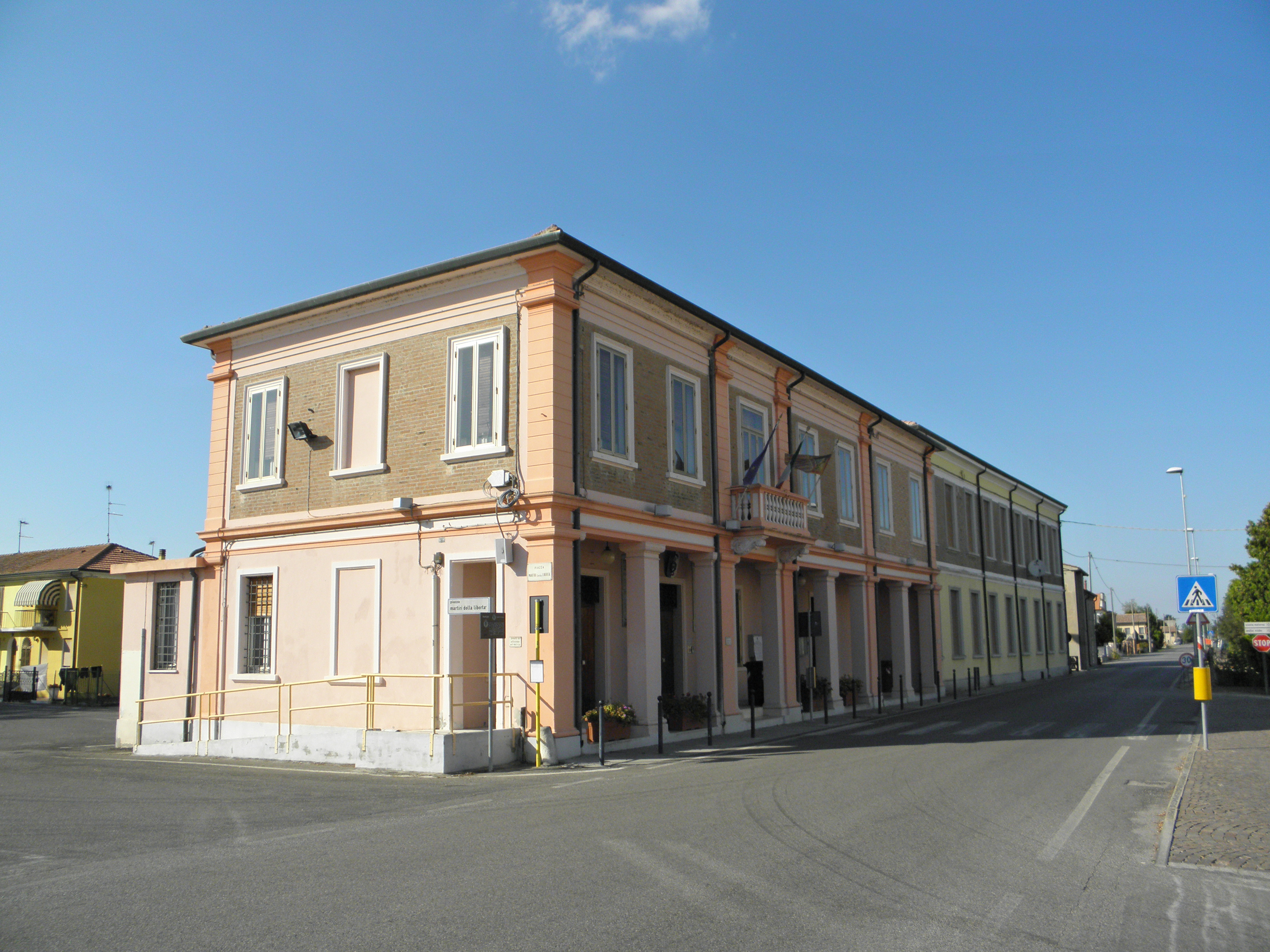
鎮內建築物

平卡拉是意大利威尼托大区罗维戈省的一个镇，人口约1300人（2004年）。